# 查尔斯·古德哈特
查尔斯·艾伯特·埃里克·古德哈特，CBE，FBA（英語：Charles Albert Eric Goodhart，1936年10月23日—），英國经济学家。他曾于1997年6月至2000年5月期间担任英格兰银行货币政策委员会的成员，于1985年至2002年期间伦敦政治经济学院担任教授（于2002年后转为名誉教授）。他提出了之后被命名为古德哈特定律的一条经济学定律。他是亚瑟·雷曼·古德哈特的儿子，威廉·古德哈特的兄弟。

## 教育经历
- 伊顿公学
- 剑桥大学三一学院
- 哈佛大学文理研究生院（1963年博士）

## 著作（部分）
- 《中央银行的进化》（1988年）
- 《如何估量在计算通货膨胀中资产价格的权重》（《经济学杂志》第111期）（2001年）
- 《周期性更少的金融体系是一个可实现的目标吗？》（《英国经济学会评论》第211期）（2010年）
- 《金融危机的监管对策》（2010年）

## 职业生涯
- 兵役，1955年至1957年National Service, 1955-57 (2nd Lieut KRRC)
- 剑桥大学经济学助理讲师，1963年至1964年
- 英国经济事务部顾问，1965年至1967年
- 伦敦政治经济学院货币经济学讲师，1967年至1969年
- 英格兰银行:
  - 货币政策特别顾问，1969年至1980年
  - 首席顾问，1980年至1985年
  - 货币政策委员会外部成员，1997年至2000年
- 香港外汇基金成员、顾问委员，1990年至1997年
- 伦敦政治经济学院银行和金融学教授，1985年至2002年（现为名誉教授）
- 伦敦政治经济学院金融市场小组成员，1987年至今